# Cabendadorp
Cabendadorp ist eine karibische (Kali'na) Dorfgemeinschaft in Suriname, im Distrikt Para und hat circa 250 Einwohner. 

## Gründer
Das Dorf wurde durch Joseph Cabenda im Jahre 1974 gegründet.  Das Dorfoberhaupt (Kapitein) und Gründer des Ortes starb am 26. März 2012 im Alter von 87 Jahren. Er wurde einen Tag später in Cabendadorp begraben. Der Verstorbene wurde im Jahre 1999 durch den ehemaligen Präsidenten Jules Wijdenbosch mit dem Orden Grootmeester in de Ere-Orde van de Palm ausgezeichnet.

### Nachfolgerin
Nachfolgerin im Amt wurde 2012 seine Tochter Yvonne Cabenda.

## Lage, Infrastruktur
Cabendadorp liegt am Verbindungsweg von Zanderij zum Afobakaweg, etwa fünfzehn Kilometer südlich vom Johan Adolf Pengel International Airport.  
Seit Ende 2005 ist das Dorf an das Elektrizitäts- und seit 2012 an das Wassernetz angeschlossen.
Die Stiftung Ökosystem 2000 startete hier mit einem Projekt, um das Savannengebiet in fruchtbare Pflanzungen mit zum Beispiel (Ananas, Maniok, Bananen und Stickstofffixierung) umzuwandeln „von der Savanne zum  Nutzgarten“.

## Besonderheiten
Cabendadorp ist durch die Töpferkunst der Familie Toenaé bekannt. Außerdem ist Julius Leo Toenaé, über die Grenzen des Dorfes hinaus, für seine Erzählkunst bekannt.